# 维尔吉尔·特罗芬
维尔吉尔·特罗芬（羅馬尼亞語：Virgil Trofin；1926年7月24日—1984年7月6日），共青团派，罗马尼亚共产党中央政治执行委员会委员、中央书记处书记，罗马尼亚部长会议副主席、罗马尼亚总工会中央理事会主席。

## 生平
1926年，出生于罗马尼亚东北部瓦斯卢伊县利波瓦茨乡。
1944年，加入罗马尼亚共产主义青年联盟。
1945年，加入罗马尼亚共产党，任罗马尼亚共产主义青年联盟雅西州委书记。
1946年，任罗马尼亚共产主义青年联盟中央委员会委员。
1948年，任罗马尼亚劳动青年联盟中央组织部副部长、宣传鼓动部部长。
1951年，任罗马尼亚武装部队总政治部组织指导部部长，被授予人民军中校军衔。
1952年，晋升为上校。
1953年，为罗马尼亚劳动青年联盟中央委员会委员。
1954年，任罗马尼亚劳动青年联盟中央委员会书记处书记。
1955年，为工人党中央候补委员。
1956年，任罗马尼亚劳动青年联盟中央委员会第一书记。
1960年，为工人党中央委员。
1964年，任罗马尼亚工人党中央组织部第一副部长。
1965年，在尼古拉·齐奥塞斯库和格奥尔基·阿波斯托尔的角逐中，作为“共青团派”的代表人物支持齐奥塞斯库主政，后与瓦西列·帕蒂利内茨为在乔治乌-德治领导期间处决的前总书记斯特凡·福里什和前领导人卢克雷奇·帕特拉什卡努平反，并对亚历山德鲁·德勒吉奇进行整肃。3月，任罗马尼亚共产党中央委员会组织部长。
1965年，为罗共中央委员、中书记处书记，分管党和共青团的组织干部工作，负责协调全国妇女理事会、罗马尼亚总工会中央理事会、农业生产合作社全国联盟的活动。
1967年，被增选为罗马尼亚共产党中央政治执行委员会候补委员。
1968年，为罗马尼亚共产党中央政治执行委员会委员、常设主席团委员。
1969年，任罗马尼亚农业生产合作社全国联盟主席、罗马尼亚社会主义共和国国防委员会委员。
1971年，任罗马尼亚总工会中央理事会主席。
1972年，被解除中央委员会书记职务，任罗马尼亚社会主义共和国部长会议副主席兼商业部长。12月，兼任人民服务和供应活动协调和管理委员会主席。
1973年，任人民委员会事务委员会主席。
1974年，任罗马尼亚共产党布拉索夫县委员会第一书记兼布拉索夫县人民委员会主席。
1975年，任人民议会和国家行政委员会委员。
1977年，任罗马尼亚林业经济和建筑材料部部长。
1978年，任罗马尼亚社会主义共和国政府副总理兼能源发展和国家电气化协调委员会主席。
1979年，兼任罗马尼亚矿业、石油和地质部部长。
1981年，被解除政府副总理和矿业部长的职务，撤销中央委员资格、大国民议会取消其议员资格，降为罗马尼亚手工业合作社中央联合会主席。
1982年，任克勒拉希县“米尔恰·沃达”国营农业联合体主席。
1984年，逝世，死因不明。